# Sima (architektura)

Uproszczone przykłady wykonywania simy w starożytności (rysunek górny) i w średniowieczu (rysunek dolny); Sima oznaczona numerem 3

Sima (architektura) – kamienna lub ceramiczna rynna w kształcie wywiniętej ku górze listwy, służąca do odprowadzenia wody deszczowej z dachu, umieszczana nad gzymsem powyżej belkowania zakończona rzygaczami. Rzygacze w starożytności miały najczęściej kształt lwich paszczy. W budownictwie drewnianym (domy) rynny tego typu wykonywano z drewna.
W średniowieczu simę wykonywano często jako wyżłobienie w górnej powierzchni ściany lub gzymsu wieńczącego (przykładem takiej budowli może być kościół w Buku pod Szczecinem).
Simy spełniały niegdyś funkcję dzisiejszych rynien. Podstawowa różnica między simą a rynną polega na tym, że simy były ściśle związane z budynkiem (stanowiły jego integralną część) i nie mogły być w żaden sposób zdemontowane.